# Beauvais
Beauvais este o comună franceză, reședința prefectorală a departamentului Oise, în regiunea Hauts-de-France.
Aceasta se află pe platoul Picard, la nord de Bazinul parizian și pe malurile râului Thérain, afluent al Oise.
Ea a dat numele său ținutului tradițional Beauvaisis, care este istoric un ținut din Picardia, al cărui oraș principal este. Sub Vechiul Regim, episcopul-conte de Beauvais se număra printre cei Doisprezece pairs primordiali ai Franței.
Fuziunea comunelor desfășurată la sfârșitul celui de-al Doilea Război Mondial, care a permis reconstrucția și urbanizarea platourilor, a consolidat Beauvais în dinamica sa demografică pozitivă. Astfel, conform ultimului recensământ din 2021, Beauvais era comuna cea mai populată din departamentul Oise și a opta la nivel regional, având 56.677 de locuitori. Unitatea urbană al cărei oraș central este, unitatea urbană Beauvais, este a treia din departament ca număr de locuitori, după cele din Creil și Compiègne.
Beauvais este celebru pentru catedrala sa de arhitectură gotică, încă neterminată până în prezent, deoarece nu are navă, dar are cel mai înalt cor gotic din lume, tipic apogeului acestui stil în Franța. Majoritatea operelor din catedrală datează din secolul al XVII-lea.

## Geografie

### Localizare
Beauvais este o comună urbană situată în vestul departamentului Oise și în sud-vestul regiunii administrative Hauts-de-France. Înainte de reforma teritorială din 2015, făcea parte din vechea regiune administrativă Picardia. În linie dreaptă, se află la 150 km sud de Lille, capitala administrativă a regiunii Hauts-de-France, la 53 km sud de Amiens, capitala administrativă a fostei regiuni Picardia, la 54 km vest de Compiègne, al doilea oraș ca mărime din departamentul Oise, și la 68 km nord de Paris, capitala Franței.
Oraș de dimensiune medie, cu peste 50.000 de locuitori, Beauvais este orașul-centru al zonei sale urbane și al zonei sale metropolitane, care cuprinde 162 de comune.

### Comune limitrofe
Comunele limitrofe sunt Troissereux, Allonne, Fouquenies, Goincourt, Le Mont-Saint-Adrien, Saint-Martin-le-Nœud, Therdonne, Tillé și Aux-Marais.

### Hidrografie

#### Rețea hidrografică
Comuna se află în bazinul hidrografic Seine-Normandie. Este drenată de râul Saint-Just, râul Saint-Quentin, Thérain, Avelon, Liovette, canalul 01 din comuna Fouquenies, canalul 01 din Saint-Lucien, canalul Chemin de Savignies, canalul Planului de Apă din Canada, Wage și un alt curs de apă mic.
Orașul se întinde la poalele unor coline împădurite, pe malurile râului Thérain, la confluența cu Avelon (23 km) și Liovette (9 km), într-o fostă zonă mlăștinoasă. Wage (3 km) este un pârâu mic ce izvorăște la Beauvais și se varsă în Thérain, pe malul stâng, la Wagicourt, în comuna Therdonne, la un kilometru sud-est de comună. Pârâul Berneuil (12 km), traversat de autostrada A16, confluează, de asemenea, la sud-est de Beauvais, la mai puțin de un kilometru, pe malul drept al râului Thérain, în comuna Allonne. Planul de apă din Canada, situat la nord-vest de Beauvais, urmează iazurilor din valea râului Thérain.
Thérain, având o lungime de 94 km, izvorăște în comuna Gaillefontaine și se varsă în râul Oise la Saint-Leu-d'Esserent, după ce traversează 43 de comune. Caracteristicile hidrologice ale râului Thérain sunt monitorizate de stația hidrologică situată în comună. Debitul mediu lunar este de 5,45 m³/s. Debitul mediu zilnic maxim a fost de 37 m³/s, atins în timpul inundației din 22 martie 2001. Debitul instantaneu maxim a fost de 39,8 m³/s, înregistrat pe 25 martie 2001.
Avelon, cu o lungime de 23 km, își are izvorul în comuna Senantes și se varsă în râul Saint-Just pe teritoriul comunei, după ce traversează unsprezece comune. Caracteristicile hidrologice ale râului Avelon sunt monitorizate de stația hidrologică situată în comună. Debitul mediu lunar este de 1,02 m³/s. Debitul mediu zilnic maxim a fost de 15,5 m³/s, atins în timpul inundației din 22 iunie 2021. Debitul instantaneu maxim a fost de 22,7 m³/s, înregistrat în aceeași zi.

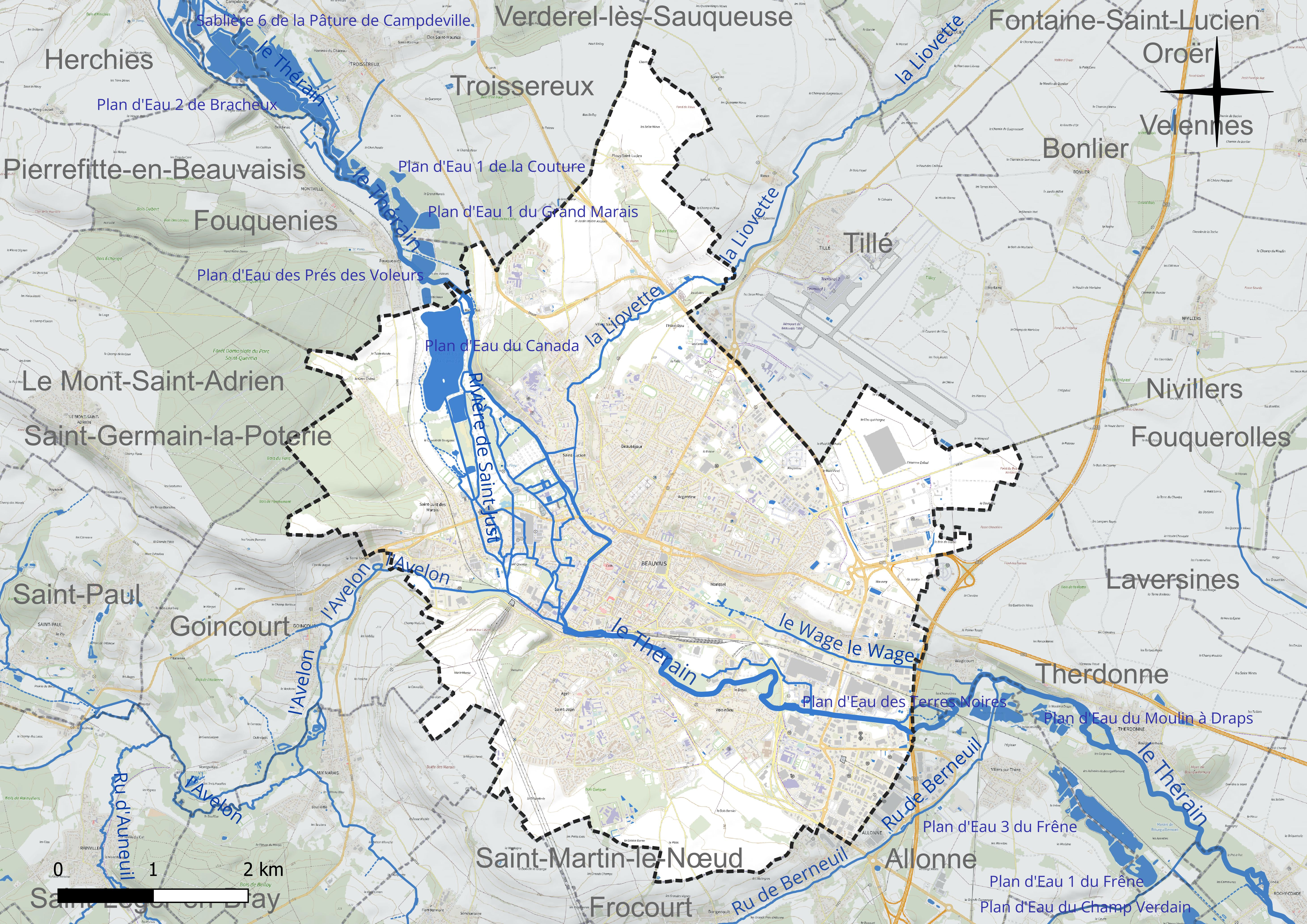
Rețeaua hidrografică a Beauvais.

Două planuri de apă completează rețeaua hidrografică: planul de apă Canada (36,4 ha) și planul de apă Chemin de Savignies (4 ha).

#### Gestiunea și calitatea apelor
Teritoriul comunei este acoperit de Schema de Amenajare și Gestionare a Apelor (SAGE) „Sensée”. Acest document de planificare vizează un teritoriu de 1.219 km², delimitat de bazinul hidrografic al râului Thérain. Perimetrul a fost stabilit la 27 ianuarie 2023, iar SAGE propriu-zis este, în 2024, în curs de elaborare. Structura responsabilă de elaborarea și implementarea acestuia este Sindicatul Intercomunal al Văii Thérain (SIVT).
Calitatea cursurilor de apă poate fi consultată pe un site dedicat, gestionat de agențiile de apă și Agenția Franceză pentru Biodiversitate.

### Climă
Orașul beneficiază de un climat oceanic degradat (din cauza distanței față de mare, situată la 90 km în linie dreaptă, în dreptul localității Le Tréport).
Colinele din ținutul Bray protejează Beauvais de precipitații. Cantitățile de ploaie sunt mai mici decât media națională, însă frecvența acestora este mai ridicată. Ceața este un fenomen des întâlnit. Departamentul înregistrează, în medie, 41 de zile de vânt pe an, acesta suflând de obicei din vest sau sud-vest. Cele patru luni de vară – iunie, iulie, august și septembrie – au temperaturi maxime medii de peste 20 °C.

## Urbanism

### Tipologie
La 1 ianuarie 2024, Beauvais a fost clasificată drept „centru urban intermediar” de către INSEE (Institutul Național de Statistică și Studii Economice), conform noii grile comunale de densitate cu șapte niveluri, definită în 2022.
Beauvais este orașul-centru al comunității de aglomerație Beauvaisis, un organism public de cooperare intercomunală (EPIC) care cuprinde 53 de comune și peste 100.000 de locuitori, dintre care Beauvais reprezintă singură majoritatea teritoriului și a populației (aproape 58.000). În acest context, 28 dintre cei 45 de membri ai consiliului municipal din Beauvais sunt, de asemenea, membri ai consiliului comunitar al Beauvaisis, care reunește un total de 101 consilieri.
Beauvais face parte din așa-numitele orașe „mijlocii” sau „infra-metropolitane”, care sunt orașe cu o populație cuprinsă între 10.000 și 100.000 de locuitori și care sunt centrele intercomunalităților lor respective. În acest context, Beauvais este membru al asociației Villes de France (fosta „Fédération des villes moyennes”), o organizație pluralistă a aleșilor locali care reprezintă și apără interesele orașelor mijlocii.
Asociația Villes de France a fost condusă de Caroline Cayeux, primar al Beauvais și președinte al comunității de aglomerație Beauvaisis, din iunie 2014 până în septembrie 2022, când i-a succedat Gil Avérous, primar al Châteauroux și președinte al Châteauroux Métropole.
În 2016, congresul anual al asociației Villes de France, având tema „Conviețuirea pusă la încercare de finanțele locale”, s-a desfășurat la Beauvais, în incinta Quadrilatère.

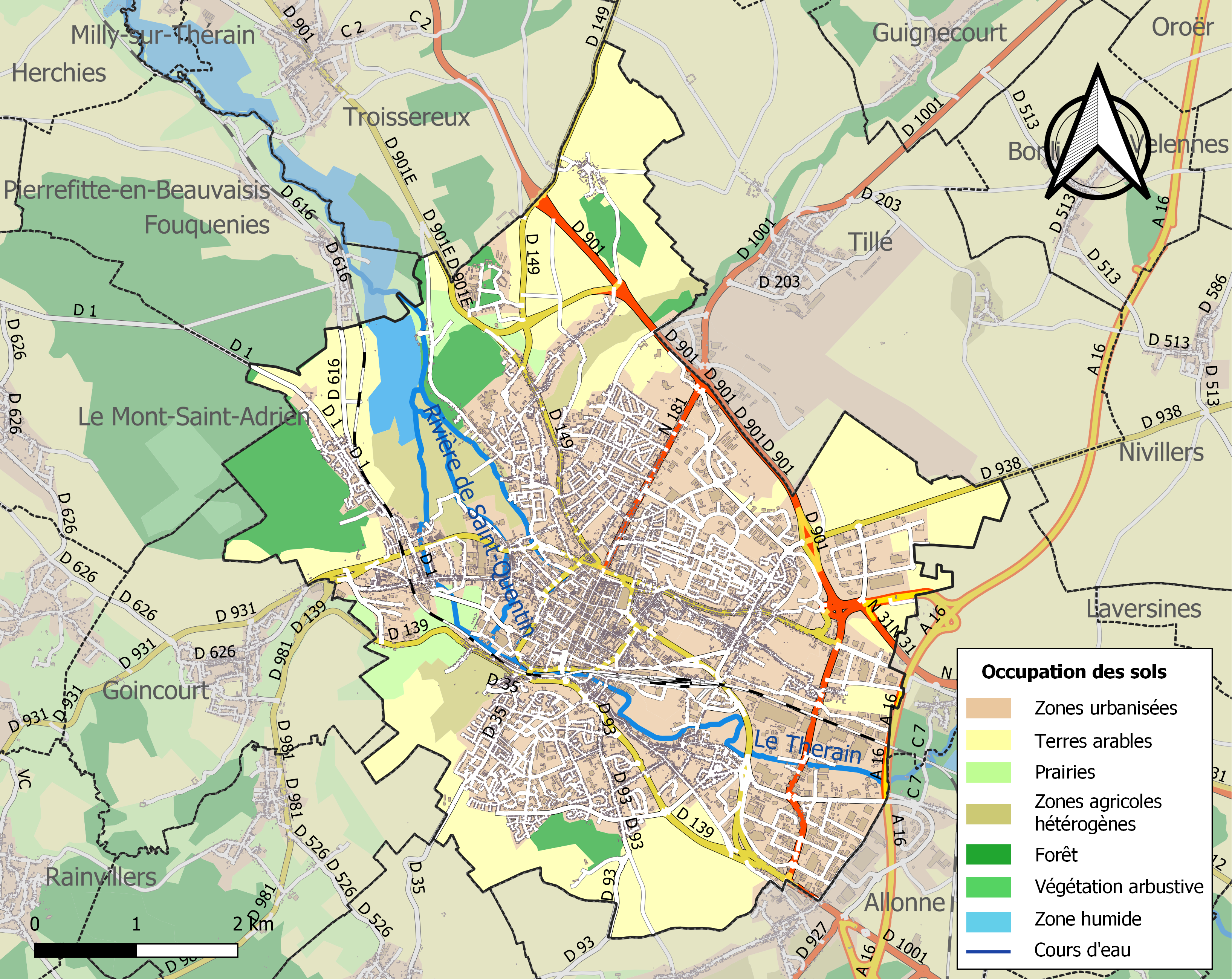
Hartă a utilizării terenurilor în comună în 2018 (CLC).

### Utilizarea terenurilor
Utilizarea terenurilor în comună, așa cum reiese din baza de date europeană Corine Land Cover (CLC), evidențiază importanța teritoriilor artificializate (55,5% în 2018), în creștere față de 1990 (47,5%). Distribuția detaliată în 2018 este următoarea: zone urbanizate (33,2%), terenuri arabile (27%), zone industriale sau comerciale și rețele de comunicație (18,2%), păduri (7,4%), zone agricole eterogene (5,7%), spații verzi artificializate, neagricole (4,1%), pajiști (3%), ape continentale (1,5%).
IGN pune la dispoziție un instrument online care permite compararea evoluției în timp a utilizării terenurilor din comună (sau din alte teritorii la diferite scări). Sunt disponibile mai multe epoci sub formă de hărți sau fotografii aeriene: harta Cassini (secolul al XVIII-lea), harta de stat-major (1820-1866) și perioada actuală (din 1950 până în prezent).

### Căi de comunicație și transport

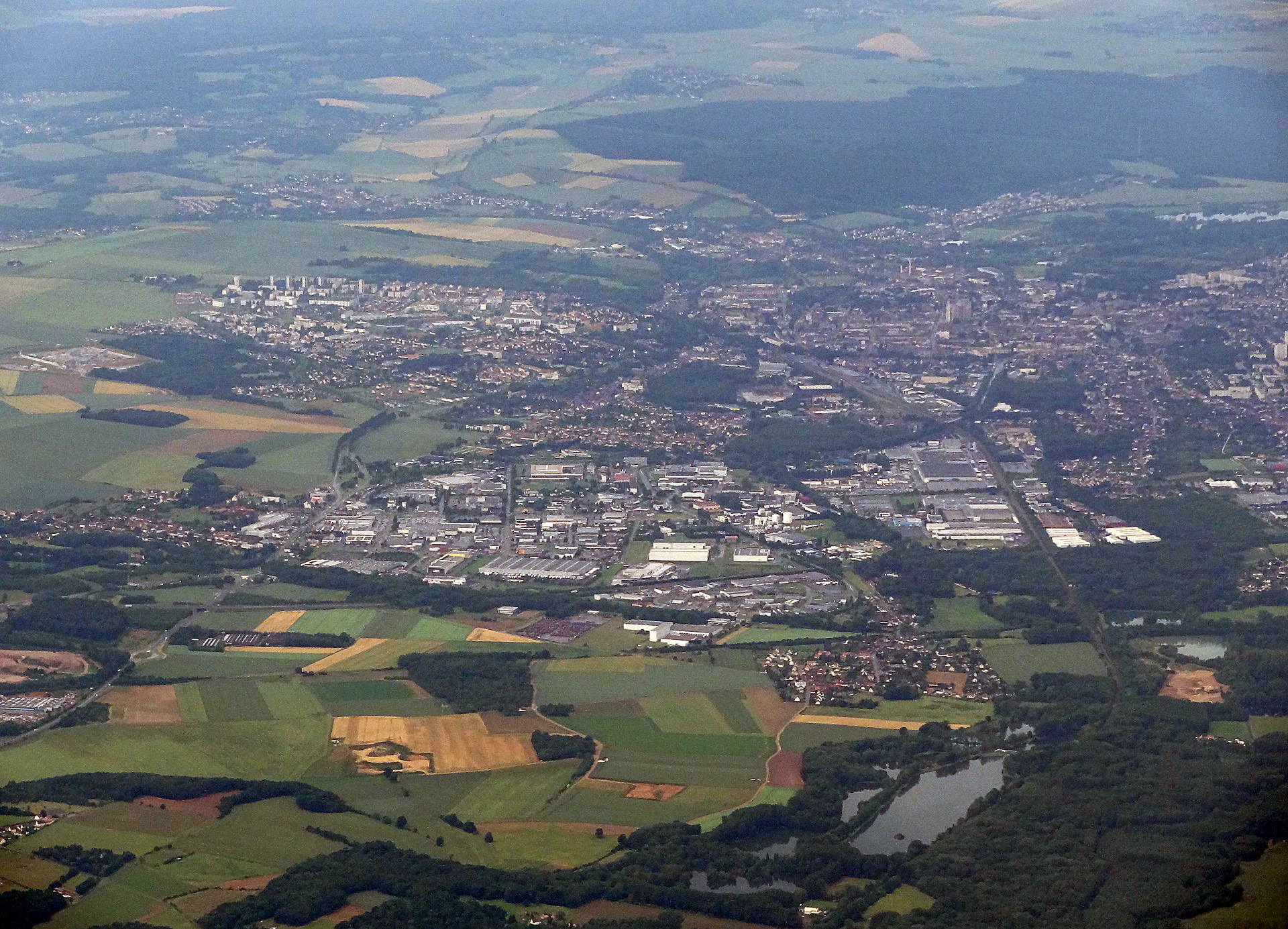
Vedere aeriană a Beauvais în direcția vest.

#### Căi rutiere
Autostrada A16 deservește aglomerația prin ieșirile 14 și 15. Aceasta permite accesul spre Paris (în 55 de minute) către sud, precum și spre Amiens (în 45 de minute) și Calais (în 2 ore) către nord.
Se află în centrul unui nod rutier important, între vechiul drum național 1, care leagă Paris de Calais, și drumul național 31, care leagă Reims de Rouen.
Mai multe drumuri departamentale leagă Beauvais de comunele învecinate:
- RD 901: leagă Beauvais de Marseille-en-Beauvaisis și Grandvilliers spre nord-vest, fiind o secțiune declasată a drumului național 1;
- RD 149: leagă Beauvais de Crèvecœur-le-Grand spre nord;
- RD 1001: leagă Beauvais de Breteuil spre nord-est și Chambly spre sud, fiind o secțiune declasată a drumului național 1;
- RD 938: leagă Beauvais de Saint-Just-en-Chaussée și Ressons-sur-Matz spre est;
- RD 927: leagă Beauvais de Méru spre sud, pe drumul spre Pontoise;
- RD 981: leagă Beauvais de Gisors, Vernon și Évreux spre vest.

Unele dintre aceste drumuri departamentale sunt exclusiv urbane: este cazul RD 35 și RD 139.
Pe 11 februarie 2008, drumul rapid pentru ocolirea sudică a Beauvais a fost inaugurat. Construirea acestuia a necesitat realizarea a optsprezece poduri, printre care și un pod cu tirant.

#### Transport feroviar
Gara Beauvais, inaugurată în 1857, fiind deservită de liniile TER:
- Beauvais - Persan Beaumont - Paris-Nord;
- Beauvais - Creil - Paris-Nord;
- Le Tréport-Mers - Abancourt - Beauvais - Paris-Nord.

#### Transport aerian
Aeroportul Paris-Beauvais, cunoscut și sub numele de Aeroportul Beauvais-Tillé, datează din anii 1930 și se află la nord de aglomerație. Sosirea companiei aeriene low-cost Ryanair la 1 mai 1997 a permis dezvoltarea aeroportului, acesta devenind al 9-lea aeroport din Franța ca număr de pasageri, după Aeroportul Bordeaux–Mérignac și Aeroportul Nantes Atlantique.

#### Plan d'eau du Canada
Planul de apă "Plan d'eau du Canada" este un lac artificial situat în nord-vestul orașului Beauvais, de-a lungul râului Thérain, un afluent al Oisei. Numele său provine de la expresia "can en dent", care desemna un câmp în formă de dinte, conform vechilor registre cadastrale. În secolul al XIX-lea, acest loc era folosit ca hipodrom pentru curse de cai și ogari.

## Toponimie
- În epoca romană: in opidum Bratuspantium (secolul I î.Hr.), Bellevakoi on polis Kaisaromagos (secolul II), Belvavaci quorum civitas Cesaromagus (secolul II), Caesaromago și Casaromago (secolul III).
- În perioada francă: Bellovacis (secolul V), Belloaca urbs (583), Bellovacus (845), Belvagus (secolul VIII), Belvagorum civitas (secolul IX), Bellovacum (circa 970).
- În Evul Mediu: Belgevacus civitas (secolul IX), Belvacensis episcopus (863), Bellovacum (circa 1110), Biauvais (1132), Beauves (1147), Beauvez (1247), Biaves (1279), Biauves (1284), Beauvaiz (1369), Beauvais (secolul XV)[41].
- În dialectul picard: Byeuvé, Bieuvé[42].

Beauvais își trage numele de la tribul galic al Bellovacilor, care făceau parte, conform lui Cezar, din Gallia Belgica (Belgae). Acești „Bellovaci” sunt menționați de Iulius Cezar în lucrarea sa Commentarii de Bello Gallico. În secolul al IV-lea, numele lor a fost atribuit capitalei lor, orașul fiind numit „Belloaca urbs” în anul 583. Sufixul galic „-āco-” era utilizat pentru formarea adjectivelor, însă rădăcina cuvântului nu are o explicație certă.
Anterior, se numea „Kaisaromagos” (menționat în Geografia lui Ptolemeu) și „Caesaromago” în texte latine. Acest nume galo-roman înseamnă „piața lui Cezar” sau, mai exact, „câmpia lui Cezar”.
Pronunțiile dialectale locale în limba picardă sunt Bieuvé [bjœveː] și Biauvé [bjoveː].

## Istorie

### Preistorie și Antichitate
Primele urme de locuire a sitului Beauvais datează din anul 65.000 î.Hr. Fortificat de romani, Beauvais a primit, în secolul I, numele de Caesaromagus: „Piața lui Cezar”.
Devenit Bellovacum, orașul galo-roman a fost din nou distrus în timpul invaziilor barbare în jurul anului 275. Orașul a fost reconstruit în secolul al IV-lea și dotat cu fortificații. Zidurile de apărare formau un dreptunghi de 260 m pe 400 m, protejând o suprafață de 10 hectare. Orașul era deschis spre est prin Poarta Châtel și spre vest prin Poarta Limaçon. Fiecare colț era ocupat de un impunător turn pătrat, dintre care doar unul este încă vizibil în zilele noastre în apropierea catedralei; un pavaj special a fost așezat pentru a semnala amplasamentul zidurilor și al turnurilor. La fiecare 20 de metri, turnuri proeminente întăreau zidurile.
În anul 328, împăratul Constantin cel Mare, care autorizase practicarea creștinismului, vizitează veteranii armatei sale în castrul Bellovacilor. Acesta marchează începutul creștinării regiunii și sursa puterii episcopilor din Beauvais.

### Evul Mediu

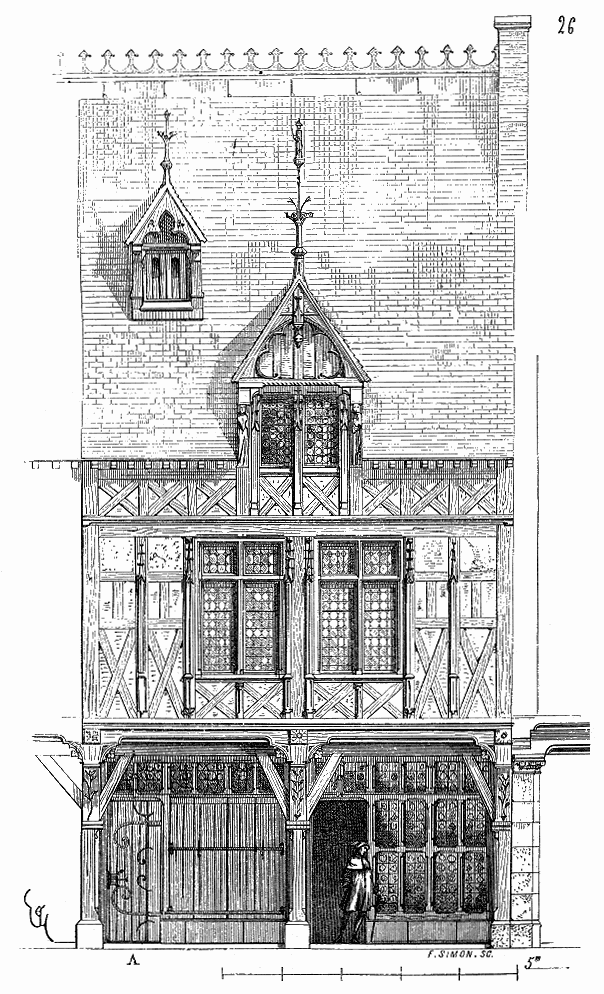
Casă din secolul al XV-lea ridicată de Eugène Viollet-le-Duc, inclusă în Dicționarul raționat al arhitecturii franceze din secolele XI-XVI, publicat în jurul anului 1856.

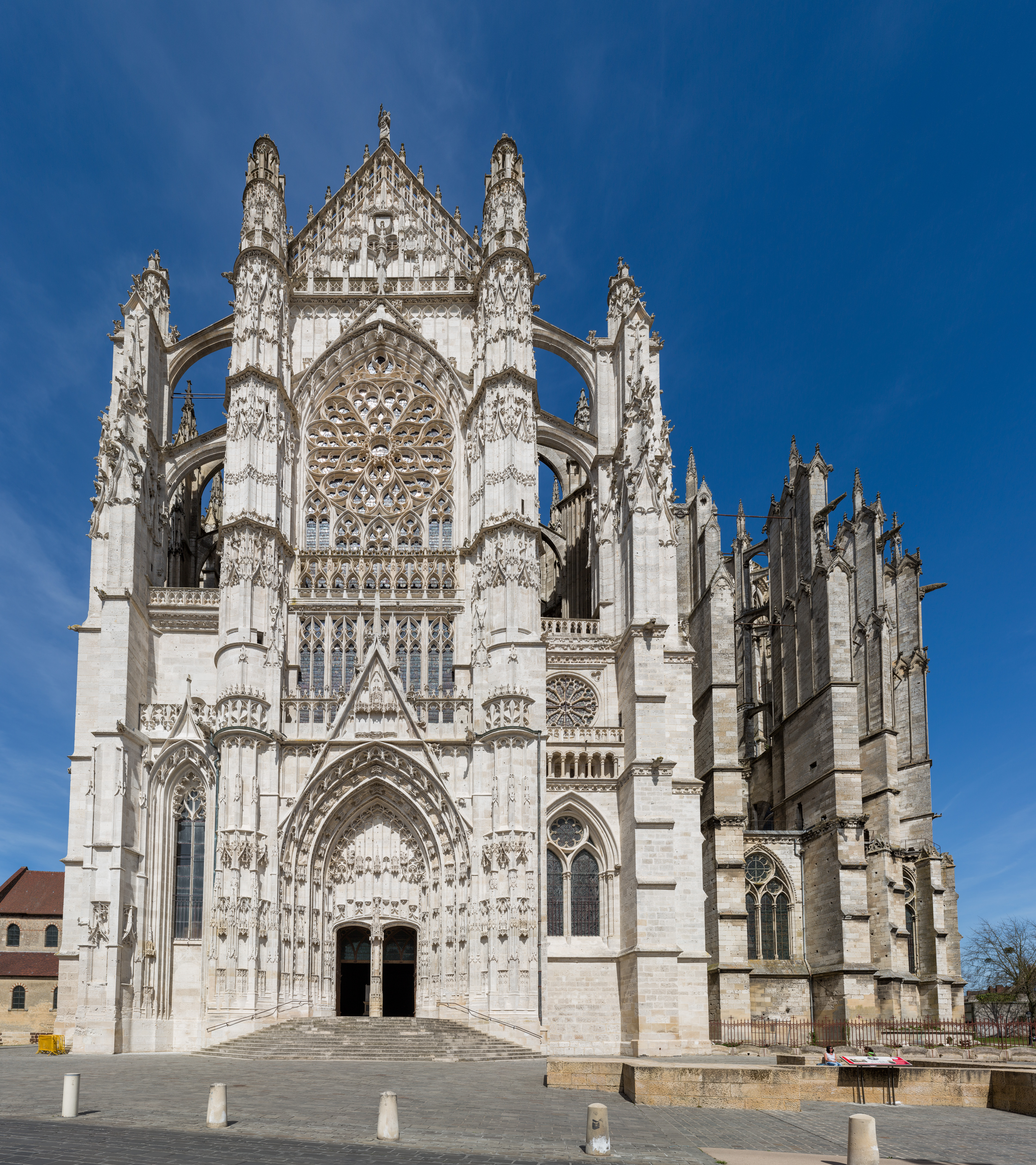
Catedrala din Beauvais.

Încă de la începutul Evului Mediu, autoritatea episcopilor din Beauvais crește pe măsură ce noua credință ia amploare. Episcopia de Beauvais este considerată un post cu atât mai prestigios cu cât beneficiază de venituri considerabile. Beauvais se află la o răscruce de drumuri comerciale și, în plus, episcopul cumulează puterile religioase și politice în calitate de episcop-conte. Acest titlu îl transformă în adevăratul stăpân al orașului, deoarece face parte dintre cei doisprezece pairs ai Franței, cele mai importante persoane din ierarhia medievală. Acești pairs reunesc șase pairs ecleziastici (cei doi episcopi-conți și cei trei episcopi-duci) și șase pairs laici (trei duci și trei conți) din pariile Franței, imediat sub rege.
În timpul minoratului ducelui Richard I al Normandiei, opunându-se preluării Normandiei de către regele Franței și donării diverselor feude lui Arnulf I de Flandra, unul dintre fidelii săi, normandul Sygtryg, întors din Anglia și Irlanda împreună cu Hrolf Turtain, a ridicat flote pentru a devasta coastele comitatului Flandrei și a pătruns până la Beauvais, Amiens și Noyon, încercând să incite coloniile vikinge locale împotriva contelui de Flandra.
În anul 1096, Renaud de Beauvais a participat la prima cruciadă. Numele său figurează în a cincea sală a cruciadelor din Palatul Versailles.
Comuna a fost înființată foarte devreme, în secolul al XI-lea. Devine prosperă și dobândește treptat drepturi pentru a-și promova industria. Pragmatică, ia în mod regulat partea regelui Franței împotriva episcopului și se sprijină pe industria textilă pentru a-și consolida puterea financiară. În această perioadă, pânza de Beauvais era exportată până în Orient, iar atelierele se înmulțeau. Făcând parte dintr-o „Ligă” de cincisprezece „orașe ale textilelor”, Beauvais era al treilea pol ca importanță.
Meșteșugarii prelucrau toate tipurile de lână, inclusiv cele mai fine, importate din Londra. Breslele se îmbogățeau cu meserii din ce în ce mai diverse: vopsitori, finisatori, tundători, apretatori… Un grup de 80 de familii reglementa munca muncitorilor. Creșterea economică a orașului Beauvais era semnificativă: încă din acea epocă, era un oraș bogat, apropiindu-se de epoca sa de aur. Primarii din această perioadă proveneau de cele mai multe ori din cercul restrâns al acestor negustori. Ierarhia era strictă, iar conflictele sociale erau supuse autorității regelui, care, dacă era necesar, îl constrângea pe episcop.
Din această perioadă datează Basse-Œuvre, care, deși este vechea catedrală carolingiană, nu este prima „catedrală” construită la Beauvais. Grație săpăturilor arheologice, s-a putut data edificarea sa în a doua jumătate a secolului al X-lea. Basse-Œuvre includea diverse anexe contemporane bisericii. Pe zidurile sale se aflau fresce, din care s-au recuperat mai multe fragmente, inclusiv un cap de bărbat de o calitate remarcabilă. Rar martor al arhitecturii carolingiene încă păstrat în Franța, clădirea a fost construită folosind tehnicile epocii, inclusiv materiale reutilizate din perioada galo-romană.
În aceeași perioadă apar ordinele mendicante, ale căror mănăstiri se ridică la est de oraș, în plin cartier muncitoresc. Tot din această epocă datează leprozeriile Saint-Lazare și Saint-Antoine. Inițial lipsite de bunuri, aceste ordine se îmbogățesc treptat și joacă un rol semnificativ în viața orașului.
Ascensiunea economică pe care Beauvais o cunoaște în timpul secolului al XIII-lea și începutul secolului al XIV-lea este însoțită de o viață artistică intensă. Șantierele se înmulțesc. Biserica Saint-Étienne, situată aproape de piața mare, este finalizată în jurul anului 1220, iar puțin mai târziu începe construcția catedralei gotice. În 1225, episcopul-conte Milon de Nanteuil (implicat ulterior într-un conflict dur cu regele Sfântul Ludovic începând din 1232, conflict ce va slăbi autoritatea episcopală) lansează proiectul celui ce va deveni monumentul emblematic al orașului Beauvais: catedrala Saint-Pierre. Această operă grandioasă trebuia să depășească în înălțime catedralele din toate orașele vecine. O adevărată splendoare gotică, catedrala va depăși, cu cei 48 de metri ai săi, tot ce se construise până atunci. Corul și latura de est a transeptului sunt finalizate în 1272.
În 1284, părțile superioare ale traveelor drepte ale corului se prăbușesc. Reconstrucția durează până la mijlocul secolului al XIV-lea, dar lucrările sunt oprite în timpul Războiului de 100 de Ani. Transeptul, un adevărat exemplu de arhitectură flamboyantă, este realizat în secolul al XVI-lea de arhitectul Martin Chambiges, la inițiativa episcopului-conte Louis de Villiers de L'Isle-Adam. Ulterior, o turlă imensă de peste 150 m înălțime este ridicată la intersecția transeptului, în loc să se construiască o navă care ar fi consolidat monumentul. Totuși, turlă abia terminată se prăbușește în 1573. Nava nu a fost niciodată construită din lipsă de fonduri.
Biserica măsoară 72,50 m în lungime și are o boltă impresionantă, cu o înălțime de aproape 48,50 m, cele mai înalte bolți din arhitectura gotică europeană. Chiar și neterminată, clădirea rămâne unul dintre cele mai importante monumente ale patrimoniului religios.
Catedrala Saint-Pierre era renumită în Evul Mediu pentru bogata bibliotecă a capitlului său. Conform lui Antoine Loysel, fundația acesteia este atribuită inițial episcopului Odon I († 881) și ulterior lui Roger I de Blois († 1022). Din secolul al XI-lea s-a păstrat mențiunea unui testament prin care un anumit Roscelinus grammaticus lasă moștenire paisprezece cărți (pe lângă tratate de gramatică și retorică, opere ale lui Virgiliu, Horațiu, Iuvenal, Statius).
În secolul al XII-lea, Chrétien de Troyes declară la începutul operei sale Cligès că a găsit povestea într-o carte din biblioteca din Beauvais. În testamentul său datat 2 noiembrie 1217, episcopul Filip de Dreux lasă toate cărțile sale de drept și teologie bibliotecii.
Construcția unui nou spațiu pentru bibliotecă a fost decisă în 1404 și finalizată în ianuarie 1417. Din secolul al XV-lea s-a păstrat un catalog incomplet cuprinzând 141 de articole, însă un cartular vechi, pierdut ulterior și descris în secolul al XVIII-lea, menționa 186 de volume.
În secolul al XVI-lea, biblioteca a fost vizitată de mai mulți erudiți celebri (Jean du Tillet, Jacques Amyot, Antoine Loysel), însă au început să apară dezordine și neglijență în gestionare, iar împrumuturile fără restituire s-au înmulțit.
Între martie și aprilie 1664, Claude Joly, nepot al lui Antoine Loysel, a realizat un catalog sumar care conținea 147 de articole. În timpul Revoluției, aparent nu s-a realizat niciun inventar. Conform lui Henri Omont, în 1916 doar aproximativ șaizeci de manuscrise din această bibliotecă mai erau identificate.
În 1472, Carol Temerarul a asediat Beauvais fără succes. Conduita eroică a Jeannei Hachette în timpul acestui asediu a rămas celebră. Regele Ludovic al XI-lea a acordat, prin scrisori patente, privilegiile orașului, inclusiv pe cele ale femeilor și fetelor. Pentru regatul lui Ludovic al XI-lea, industria textilă din Beauvais rămânea de o importanță majoră.

### Vechiul Regim
În secolul al XVII-lea, sub episcopatele lui Augustin Potier și al nepotului său și succesor, Nicolas Choart de Buzenval, Beauvais a devenit un centru de studiu și pietate. Primul a lăsat moștenire catedralei o importantă bibliotecă de tipărituri. Cel de-al doilea, asistat de canonicul Godefroy Hermant, a transformat episcopia și seminarul orașului într-un centru al jansenismului. Istoricul Louis-Sébastien Le Nain de Tillemont, printre alții, a fost elev al seminarului și al canonicului Hermant.
În 1664, un atelier regal de tapiserii a fost înființată la Beauvais, care a devenit atunci un important „oraș al textilelor” al regatului. Mai mult de jumătate dintre locuitorii săi lucrau în industria textilă. Producțiile sale erau celebre în întreaga Europă, iar alți meșteșugari beneficiau de această renume. Atelierul a atins apogeul sub direcția artistică a lui Jean-Baptiste Oudry, în secolul al XVIII-lea. Curând, pe piață a apărut „indiana”, o țesătură de bumbac imprimată care a oferit rapid de lucru pentru sute de muncitori, fără a detrona însă comerțul cu lână.

### Epoca contemporană

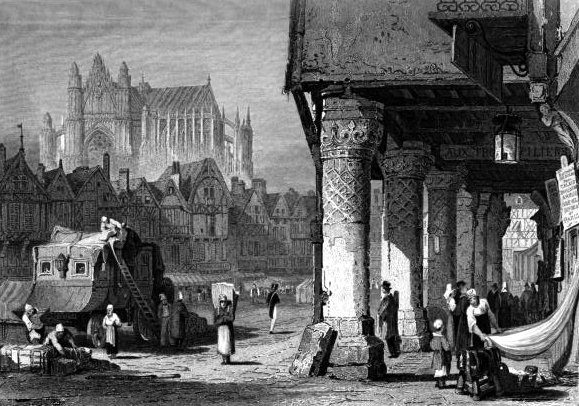
Beauvais, văzut de William Brockedon în 1835.

La sfârșitul secolului al XVIII-lea începe declinul acestui oraș atât de activ. Beauvais rămâne fidel industriei textile, în timp ce în alte părți se accelerează revoluția industrială. Concentrându-se pe lână, fabricarea de perii, industria alimentară și manufactura de articole mici, industria locală ratează piețe importante. Calea ferată se dezvoltă în alte regiuni și ocolește orașul. La începutul celui de-al Doilea Imperiu, Beauvais era încă în era diligențelor, în timp ce rețeaua feroviară ajungea la Rouen, Le Havre, Lille, Saint-Quentin. Abia în 1876 se deschide linia directă spre capitală.
Aceasta este, de asemenea, o perioadă de transformări arhitecturale: orașul se modernizează prin amenajarea bulevardelor, pe locul fostei incinte medievale. Se ridică clădiri publice importante: Hôtel-Dieu, liceul Félix-Faure, gara. În cartierul Saint-Jacques sunt construite abatoare care beneficiază de o arhitectură industrială rafinată. Pe piața principală, în 1851, prințul Ludovic Napoleon Bonaparte inaugurează statuia Jeanne Hachette.
Ceasul astronomic (1865-1868) al catedralei ascunde, sub carcasa sa romano-bizantină de 12 metri înălțime, un mecanism extrem de complex realizat de Auguste Vérité.
Pe măsură ce procesul de urbanizare continuă în afara fostului centru, un nou element este introdus în arhitectură: ceramica, un produs specific regiunii Beauvaisis. Fațada manufacturii Gréber este un exemplu remarcabil al acestei producții. Case în stil englezesc, vile de inspirație balneară și fațade Art Deco marchează în special bulevardele Saint-André și avenue Victor-Hugo.

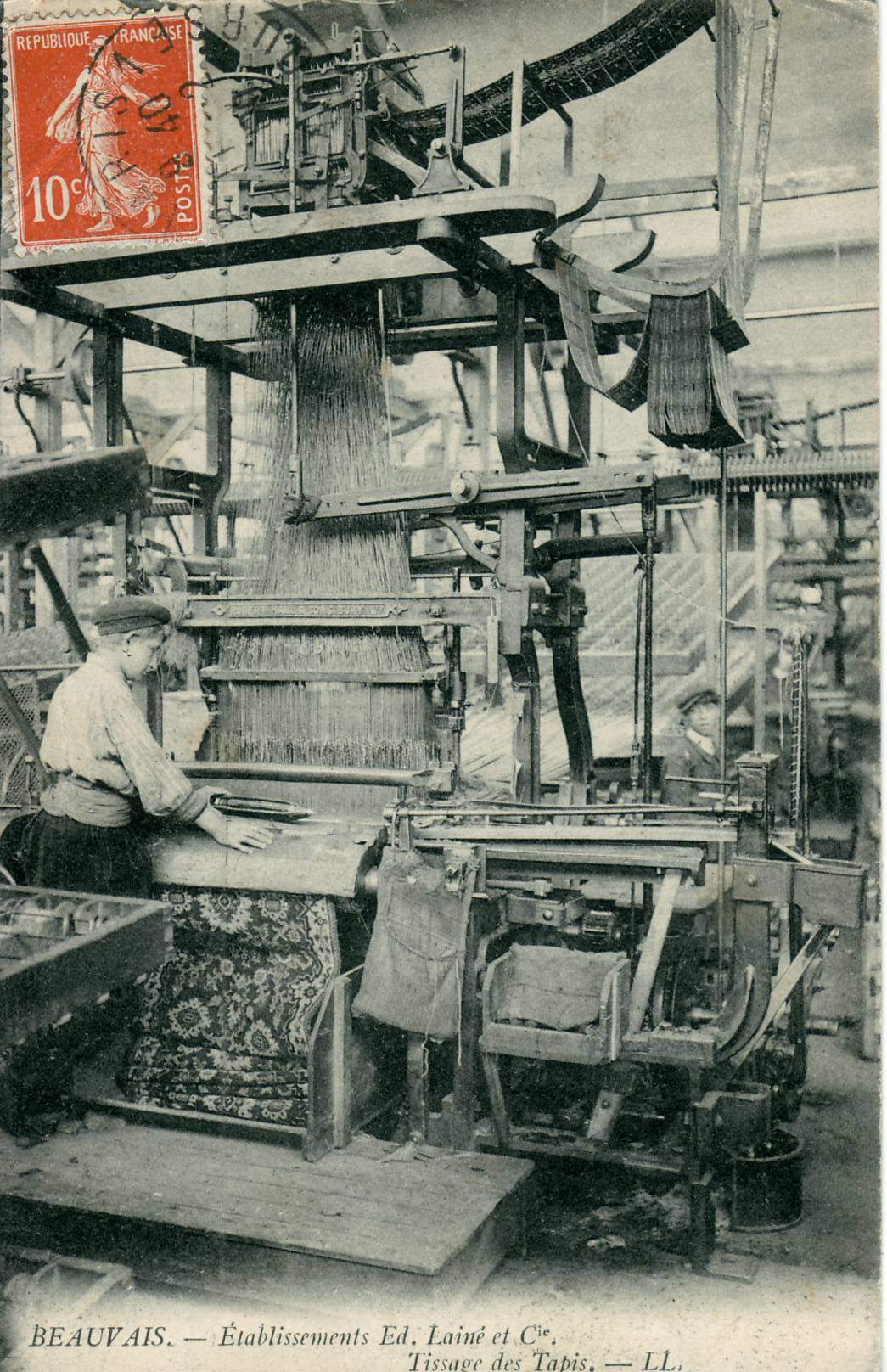
Unul din războaiele de țesut covoare ale companiei Ed. Lainé, la începutul secolului al XX-lea.

În anul 1900, Beauvais număra 20 000 de locuitori, de două ori mai mulți decât în 1850. Cu toate acestea, marile averi și marii patroni erau rari, iar scena politică era dominată de burghezia locală.

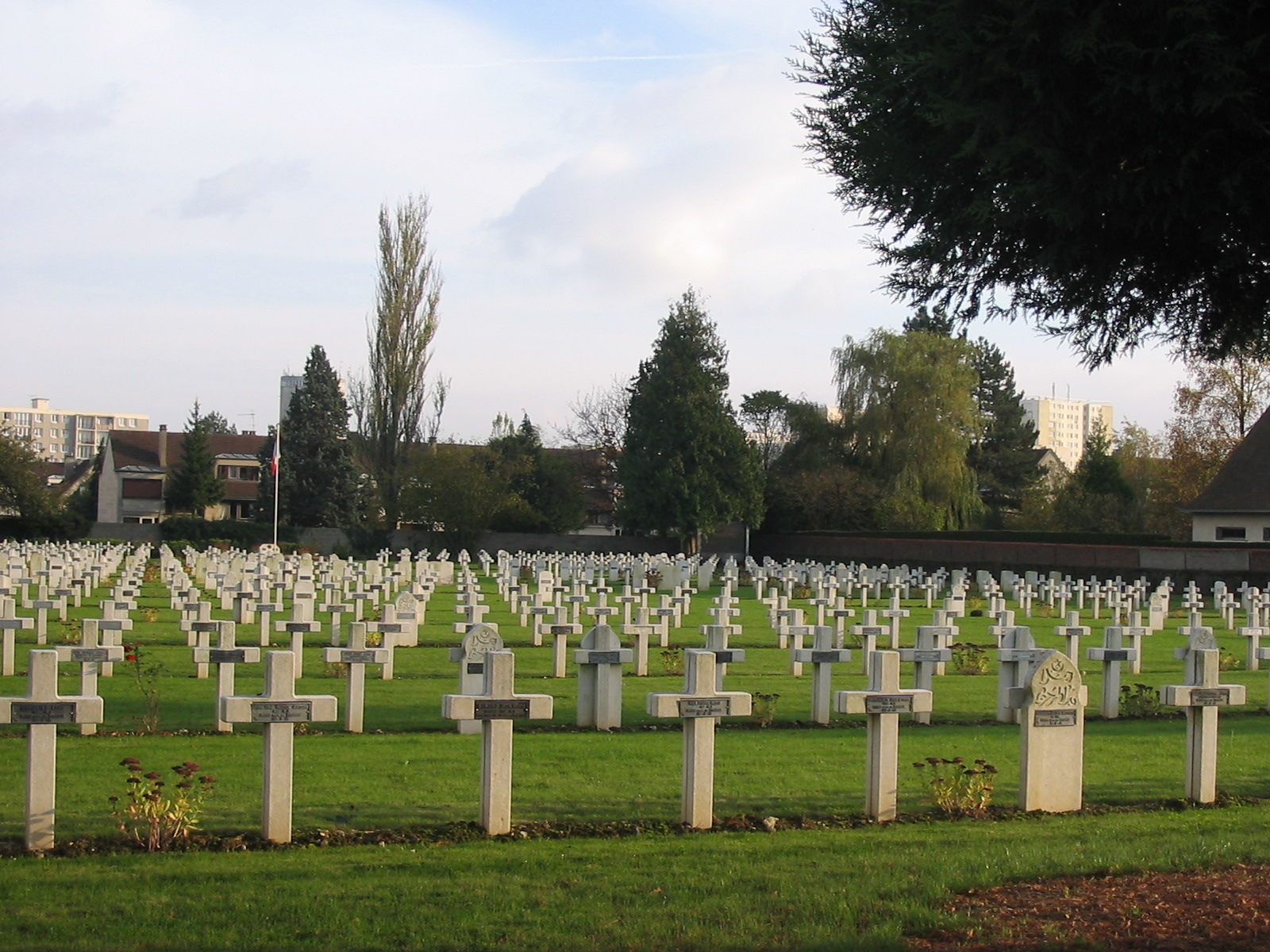
Necropola națională din Marissel.

În timpul Primului Război Mondial, Beauvais a trăit timp de patru ani ca un oraș de pe linia din spate, situat destul de aproape de front, o existență complicată de dificultățile unui aprovizionament neregulat.
În martie 1918, primăria a devenit cartierul general al generalului Foch; acolo i-a fost încredinată comanda supremă a armatelor aliate de către guvernele francez, britanic și american.
Spre sfârșitul războiului, între lunile aprilie și iunie, orașul a fost bombardat de opt ori, ceea ce a dus la distrugerea a 80 de case. În ziua armistițiului, orașul deplângea pierderea a 719 soldați căzuți pe câmpul de luptă și a 13 civili uciși în timpul bombardamentelor.
În perioada interbelică, Beauvais continuă să trăiască din activitățile sale tradiționale, însă criza economică accelerează declinul orașului și, în sens mai larg, al regiunii Beauvaisis. Odată cu declanșarea celui de-al Doilea Război Mondial, Beauvais își reia rolul de oraș-spital, așa cum fusese între 1914 și 1918. Totuși, la începutul lunii iunie 1940, orașul este atacat de Luftwaffe, ale cărei bombe declanșează un incendiu uriaș. Două treimi din oraș sunt în flăcări, iar jumătate din case sunt distruse. Orașul martir, care a pierdut aproape toate vestigiile trecutului său, se afundă în mizerie și lipsuri.
În această perioadă sumbră, în 1943, patru comune vecine au fost alipite orașului Beauvais:
- Marissel, care avea o populație de 2 326 de locuitori la recensământul din 1936[62];
- Saint-Just-des-Marais, cu 2 095 de locuitori în 1936; această comună fusese numită, în timpul Revoluției, La Chaussée-de-la-Montagne[63];
- Voisinlieu, care avea 2 294 de locuitori în 1936[64];
- o parte semnificativă din Notre-Dame-du-Thil, adică aproximativ 1 500 din cei 1 647 de locuitori pe care îi avea în 1936; această comună fusese numită, în timpul Revoluției, Duthil-la-Montagne[65].

„Oraș de seamă al Franței, veche cetate din Île-de-France, cetate rănită, cetate mutilată...”. Acestea sunt cuvintele prin care generalul de Gaulle a salutat Beauvais în august 1945. Într-adevăr, era necesar să se reconstruiască pe cei 43 de hectare de dărâmături, străbătute de străzi pustii. „Martorii trecutului sunt morți și bine morți”, spunea arhitectul Georges Noël, subliniind că era esențial să se evite crearea „unui decor prost realizat”, punând totodată în valoare bisericile și clădirile care supraviețuiseră distrugerilor.
Au fost necesari ani de muncă pentru a reuși acest pariu: construirea de noi locuințe, reconstruirea clădirilor publice, a spitalelor și a instituțiilor de învățământ. Planul de reconstrucție s-a străduit să respecte echilibrul vechilor cartiere, integrând străzi mai largi și mai regulate.
Abia în anii 1960 reconstrucția s-a încheiat cu adevărat, odată cu ridicarea unor noi cartiere pe platourile Argentine și Saint-Jean și cu apariția unor noi industrii care au redat dinamism orașului. În timpul evenimentelor din Mai 1968, Beauvais s-a aflat foarte devreme în prima linie a grevei generale care s-a extins rapid. Joi, 16 mai, cei 1 800 de angajați ai companiei Lockheed din Beauvais au decis să continue greva începută cu o zi înainte, miercuri, 15 mai.
În 1974 a fost inaugurat Palatul de Justiție, iar în 1976 s-a deschis Galeria Națională de Tapiserie din Beauvais. Fostele abatoare ale orașului au fost transformate pentru a găzdui manufactura de tapiserie. În cursul anilor 1990, fostul Birou al Săracilor a fost amenajat ca centru cultural, iar filiala universitară și-a deschis porțile.

## Populația și societatea

### Date demografice
Evoluția numărului de locuitori este cunoscută prin recensămintele populației efectuate în comuna respectivă începând din 1793. Pentru comunele cu mai puțin de 10 000 de locuitori, un recensământ al întregii populații este realizat la fiecare cinci ani, populațiile legale pentru anii intermediari fiind estimate prin interpolare sau extrapolare.
În 2021, comuna număra 56677 locuitori, în creștere cu +3,27 % față de 2015 (Oise: +0,89 %, Franța fără Mayotte: +1,84%).
| An        | 1793  | 1821  | 1841  | 1856  | 1876  | 1886  | 1901  | 1921  | 1936  | 1962  | 1982  | 2006  | 2014  | 2021  |
| --------- | ----- | ----- | ----- | ----- | ----- | ----- | ----- | ----- | ----- | ----- | ----- | ----- | ----- | ----- |
| Populație | 12449 | 12798 | 13925 | 14286 | 16600 | 18441 | 20300 | 19270 | 18869 | 33995 | 52365 | 55481 | 54738 | 56677 |

## Cultură locală și patrimoniu
Viața locală din Beauvais este animată de câteva evenimente anuale. Printre acestea se numără Festivalul Blues autour du Zinc, care are loc în martie. În luna mai, se desfășoară Festivalul Internațional de Violoncel din Beauvais, care a găzduit creații semnificative, interpretate de violonceliști de renume mondial (Gary Hoffman, Yo-Yo Ma, János Starker, Ernst Reijseger) și compuse de mari compozitori contemporani, precum Kaija Saariaho. Festivalul a condus, de asemenea, la înființarea Fundației Octuorului de Violoncele, sub conducerea violoncelistului Jacques Bernaert.
În luna iunie au loc Sărbătorile Jeanne Hachette, iar între iunie și septembrie se desfășoară Scènes d'été. Din iulie până în august, orașul găzduiește Beach Beauvais, iar în prima duminică din septembrie, în Voisinlieu, are loc Fête à la carotte („Sărbătoarea morcovului”). În octombrie, se organizează Pianoscope, iar de vara trecută, la Elispace din Beauvais are loc un festival de muzică actuală, Mix Up Festival.
De asemenea, cinematografia joacă un rol important în viața culturală a orașului datorită Festivalului Internațional de Film de Beauvais, inițiat în 1991, care se desfășoară acum în luna octombrie. Festivalul a găzduit unele dintre cele mai mari vedete ale cinematografiei internaționale (Charlton Heston, Tony Curtis, Tippi Hedren, Ray Harryhausen) și franceze (Jean-Jacques Annaud, Jean-Pierre Jeunet, Micheline Presle, Jean Carmé, Patrice Leconte, Claude Brasseur, Georges Lautner).

### Patrimoniu

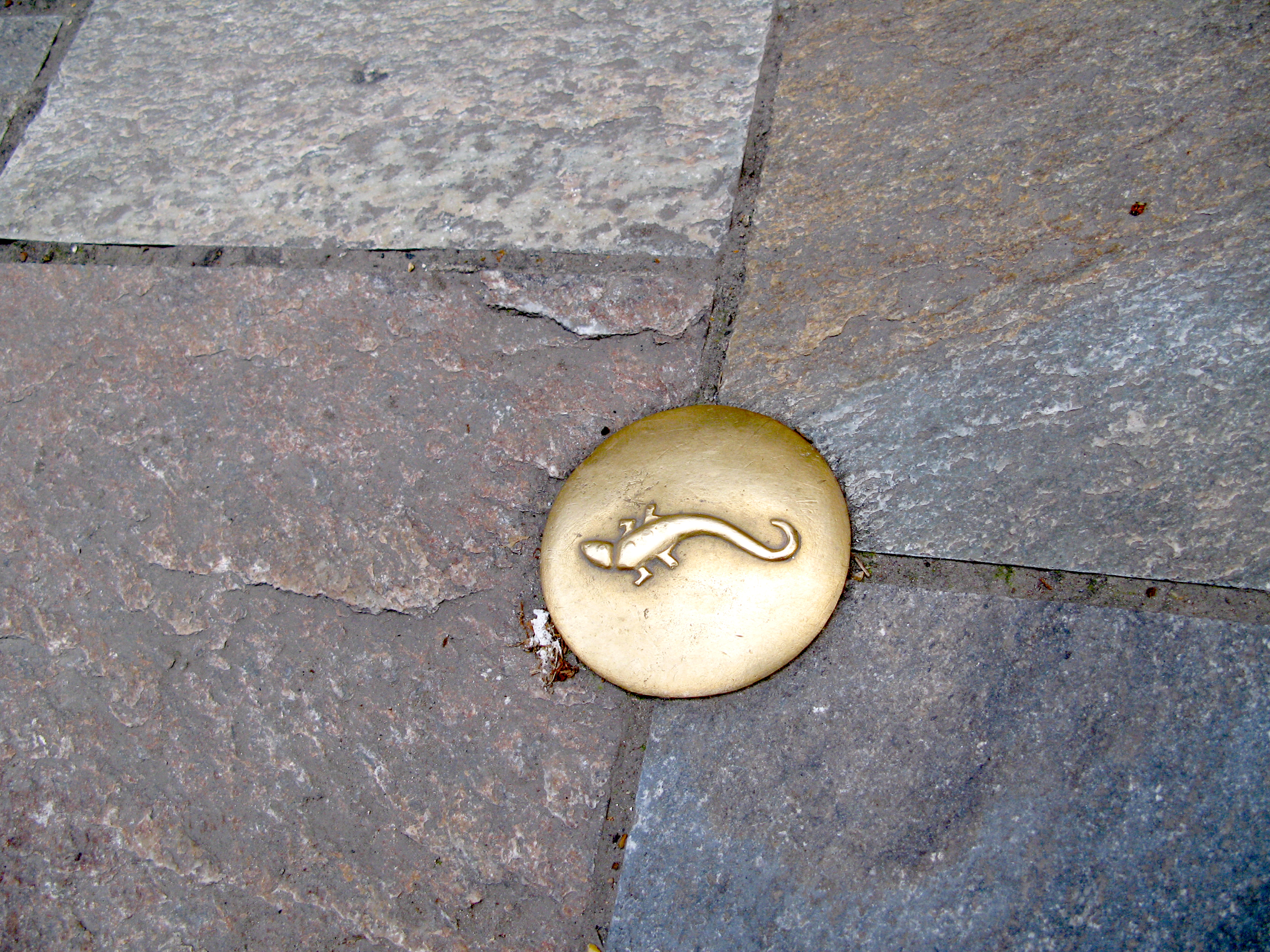
Salamandra de alamă.

Repere fixate din loc în loc pe pavaj facilitează orientarea turiștilor care descoperă cele mai remarcabile locuri din oraș (în special câteva dintre casele din Evul Mediu care încă mai există după incendiul din 1940).
Beauvais deține patru flori din 2004, a câștigat Marele Premiu Național pentru Înflorire în 2006, premiul Fleur d'Or în 2009 și a reprezentat Franța la concursul Entente Florale Européenne din 2010 alături de Guyencourt-Saulcourt, organizat de asociația „Concours des villes et villages fleuris”.
Orașul a primit, de asemenea, 5 @ din partea asociației Ville Internet, două premii „Territoria”, ecolabelul Blue Flag din 2005 pentru Plan d'eau du Canada, trofeul Éco Actions în categoria „sensibilizare/educație” în 2008, acordat de asociația „Les Éco Maires”, și eticheta Tourisme et Handicap în 2010.

### Monumente civile

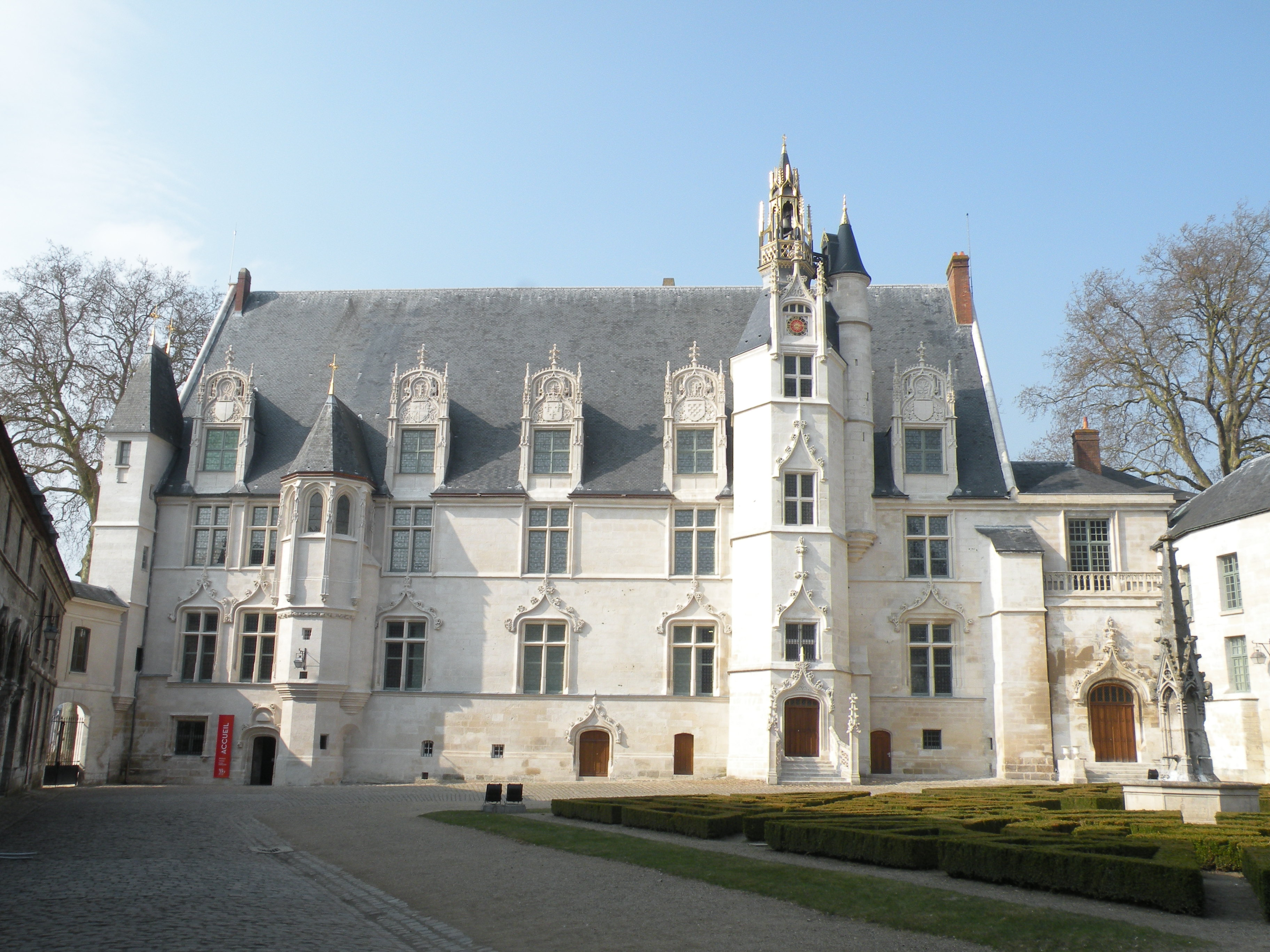
Muzeul Departamental Oise în fostul palat episcopal din Beauvais.

Leprozeria Saint-Lazare din Voisinlieu, situată pe strada Paris, cuprinde o capelă și este cel mai bine conservat ansamblu spitalicesc medieval din nordul Europei occidentale, având clădiri datând din secolele al XII-lea și al XIII-lea.
Colecțiile Muzeului Departamental Oise sunt găzduite în fostul palat episcopal, construit în secolul al XVI-lea, parțial deasupra vechilor fortificații galo-romane.
În fața primăriei din Beauvais, construită în 1752, se află, din 1851, statuia Jeannei Hachette.
Monumentul eroilor este ridicat în fața Hôtel-Dieu, locul unde s-a aflat spitalul până în anii 1980.
Galeria Națională de Tapiserie din Beauvais a fost construită după planurile arhitectului André Hermant în 1964, în apropierea catedralei. Galeria se întinde de-a lungul laturilor nordice și estice ale vechilor ziduri galo-romane. A fost inaugurată în 1976 pentru a reda orașului Beauvais tradiția sa istorică de centru important al tapiseriei, după distrugerea clădirilor manufacturii în iunie 1940. În această galerie au fost prezentate expoziții temporare care reflectă bogăția colecțiilor de covoare, tapiserii și mobilier ale Mobilierului Național. Devenită proprietatea orașului Beauvais, Galeria Națională de Tapiserie a fost redenumită Le Quadrilatère în 2016. Acum găzduiește atât expoziții temporare, cât și viitorul centru de interpretare a arhitecturii și patrimoniului. Proiectul acestui spațiu își propune să articuleze, într-un ansamblu coerent, patrimoniul și creația contemporană.
„Casa Gréber” este un fost atelier de gresie artistică, decorat cu propriile creații ale artistului. Multe case din Beauvais, datând din anii 1900, sunt împodobite cu elemente provenite din acest atelier.

### Monumente religioase

#### Catedrala Saint-Pierre

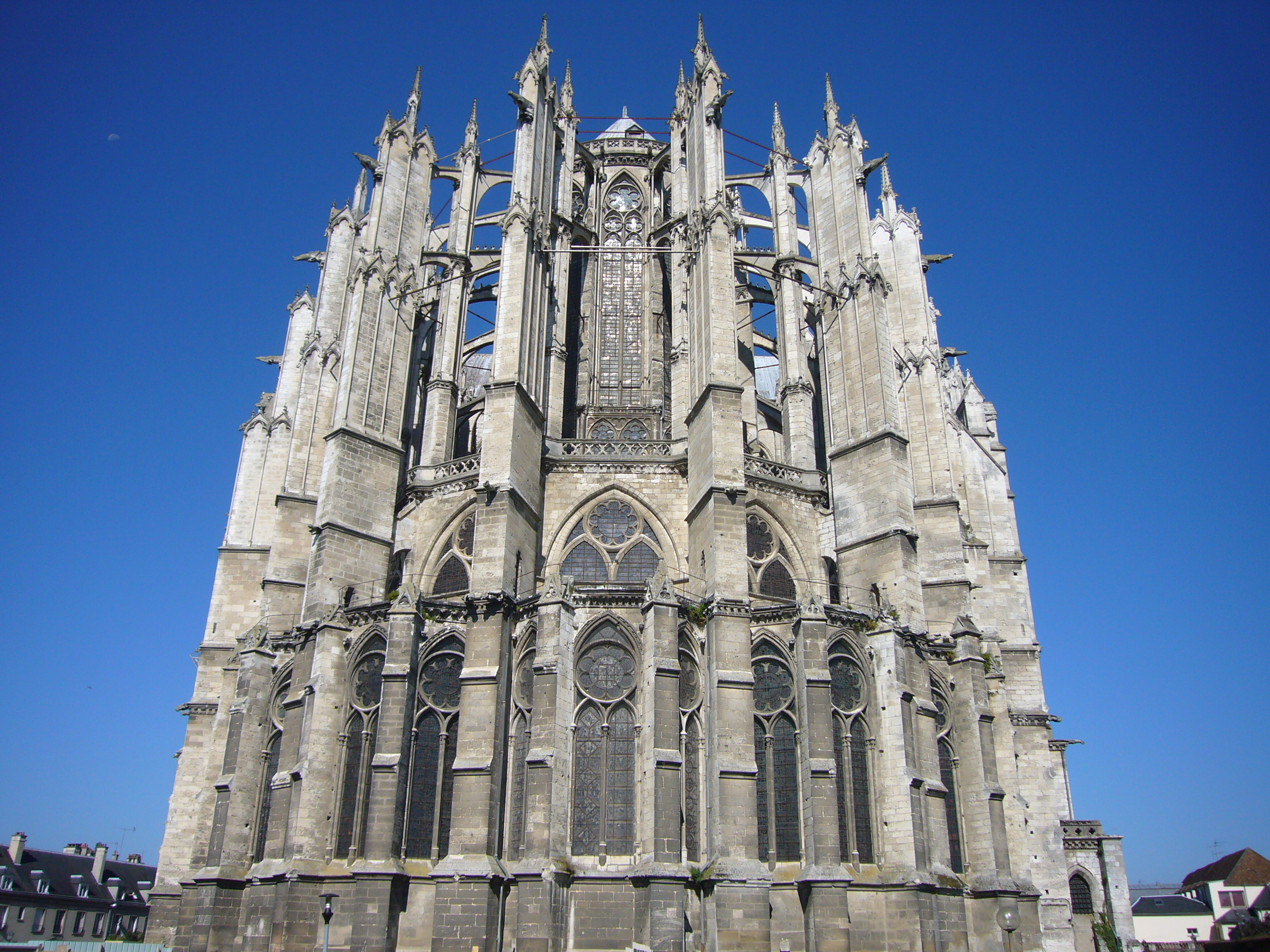
Catedrala Saint-Pierre.

Catedrala Saint-Pierre, situată pe strada Saint-Pierre, este o capodoperă a arhitecturii gotice. Particularitatea sa constă în lipsa unei nave complete și în faptul că deține cel mai înalt cor gotic din lume. După un incendiu care a afectat prima catedrală (transformată ulterior în biserica parohială Notre-Dame-de-la-Basse-Œuvre), construită în secolul al X-lea, s-a decis, în 1225, ridicarea unei noi catedrale. Din Basse-Œuvre (catedrala primitivă) a rămas doar o parte a navei, alăturată transeptului actualei catedrale, Haute-Œuvre.
Construcția catedralei a fost de lungă durată. Prăbușirea unei părți a bolților corului a necesitat lucrări suplimentare, finalizate în jurul anului 1347. Apoi, Războiul de 100 de Ani a oprit șantierul. Construcția transeptului a început abia la 150 de ani după finalizarea corului. De asemenea, a fost construită o turlă, dar aceasta s-a prăbușit rapid. Refacerea bolților transeptului a consumat fondurile rezervate pentru construirea navei, care astfel a rămas limitată la o singură travee.
În 1840, catedrala a fost inclusă în lista monumentelor istorice. La Beauvais, ca și pentru alte catedrale, lucrările de întreținere nu se opresc niciodată. În anii 1960, arhitectul Jean-Pierre Paquet a îndepărtat tiranții metalici fixați între contraforturi, considerând că nu sunt originali. Aceasta s-a dovedit a fi o greșeală gravă, deoarece catedrala a început să oscileze periculos. La sfârșitul anilor 1990, tiranții au fost reinstalați pentru a evita o catastrofă.
Începând cu anii 2000, arhitectul Poncelet a inițiat numeroase și interesante lucrări: refacerea acoperișului din plumb, săpături arheologice la Basse-Œuvre și redeschiderea intrării în catedrală prin Basse-Œuvre, instalarea unei mari cruci cu cheile Sfântului Petru în vârful corului, restaurarea sălii Saint-Pierre din nord-vestul catedralei, și altele.

#### Ceasul astronomic al catedralei Saint-Pierre din Beauvais

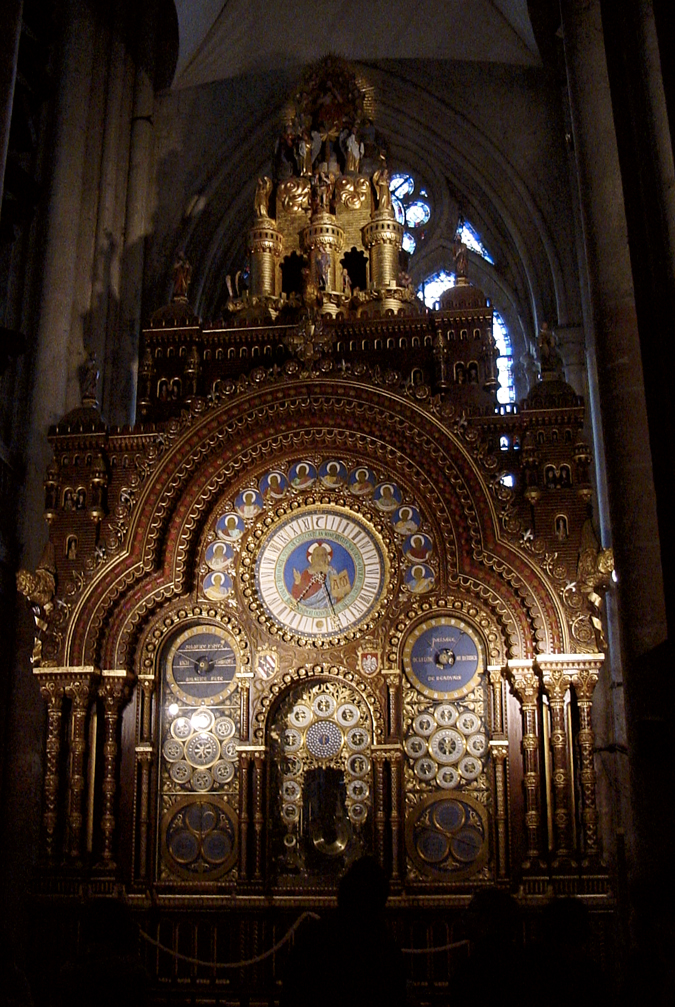
Horloge astronomique de Beauvais.

Ceasul astronomic al catedralei Saint-Pierre din Beauvais este considerat o capodoperă a genului, construit de Auguste-Lucien Vérité în secolul al XIX-lea. Realizat între 1865 și 1868, la cererea episcopului de Beauvais, Joseph-Armand Gignoux, ceasul este opera lui Auguste-Lucien Vérité, celebru maestru ceasornicar din Beauvais, care a creat și ceasul astronomic din Besançon.
Decorația sa este inspirată din Biblia Catolică. Pe fațada principală, precum și pe cele două fațade laterale, se află cadrane (52 pe fațada principală), care indică măsurarea timpului în Univers și reprezintă principalele fenomene astronomice.
În partea superioară, 68 de automate prind viață în timpul scenei Judecății de Apoi. Cu câteva momente înainte de ora exactă, cocoșul cântă și își bate aripile. La ora fixă, Hristos, așezat în gloria Sa, le face semn îngerilor să cânte din trâmbiță. Urmează judecata: Virtutea este condusă în rai de un înger, în timp ce Viciul este împins în iad de un diavol hidos.

### Alte monumente religioase
- Abația Saint-Quentin, situată în Place de la Préfecture (actuala prefectură)[85].
- Vestigiile abației Saint-Lucien, Rue Saint-Lucien, prima abație din oraș și din departament, fondată în anul 585. Acestea includ un fragment al vechii incinte și un turn, fiind protejate ca monumente istorice[86].
- Biserica Saint-Étienne, Rue de l'Étamine[87], prezintă pe unul dintre portalurile transeptului o sculptură numită „roata Norocului”, care simbolizează viața omului de la naștere până la moarte. Interiorul găzduiește mai multe curiozități:
  - Vitralii impresionante, printre care Arborele lui Iesei, arborele genealogic al lui Hristos, realizat de Engrand Leprince. Albastrul predominant din vitralii este o nuanță a cărei formulă este astăzi pierdută.
  - O statuie rară a Sfintei Wilgeforte, o fecioară răstignită de propriul tată din cauza credinței sale.
  - Edificiul combină o navă romanică cu un cor gotic, reconstruit în secolul al XVI-lea.
- Biserica Notre-Dame-de-la-Basse-Œuvre, Rue du Musée[88].
- Biserica Notre-Dame de Marissel[89], Rue de Marissel, datând din secolele XI și XVI, este reprezentată într-un tablou al lui Camille Corot (1866), expus la Muzeul Luvru.
- Biserica Notre-Dame-du-Thil, Rue Notre-Dame-du-Thil.
- Biserica Saint-Jacques, Rue de Paris, datând de la sfârșitul secolului al XIX-lea.
- Biserica Saint-Just-des-Marais, Rue Bergerette.
- Biserica Saint-Jean-Baptiste, Rue des Métiers.
- Biserica Saint-Jean-Marie Vianney, Rue de Gascogne.
- Vestigiile colegialei Saint-Barthélemy, Rue Saint-Pierre de Beauvais.
- Capela din Bracheux, Rue Lesieur, vestigiu al vechii biserici din satul Bracheux.
- Capela Saint-Joseph, Rue Nully d'Hécourt, din secolul al XIX-lea.
- Capela Spitalului Central, Rue de la Mie du Roy.
- Capela cimitirului general, Rue de Calais.
- Capela Notre-Dame-du-Thil, Rue Saint-Lucien.
- Capela fostului convent al Ursulinelor, Rue des Jacobins.
- Capela liceului Jeanne Hachette, Boulevard Amyot D'Inville.
- Capela mănăstirii Carmel, Rue Louis Prache.
- Capela Saint-Vincent-de-Paul, Boulevard du Général De Gaulle.
- Capela Biroului Săracilor, Rue Gesvres.
- Capela de la Compassion, Rue d'Amiens, situată într-o casă de bătrâni.

### Echipamente culturale

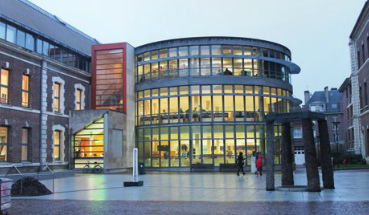
Mediateca din centrul orașului Beauvais (aglomerația Beauvaisis).

- Mediateci: În 1817, municipalitatea a deschis prima bibliotecă municipală. De-a lungul timpului, oferta culturală a fost extinsă cu mediateci de proximitate în cartierele Saint-Jean, Argentine și Saint-Lucien, precum și cu un punct de lectură în Saint-Just-des-Marais.

În 2005, mediatecile din Beauvais au fost transferate către Comunitatea de Aglomerație a Beauvaisis, fiind considerate echipamente de interes comunitar. În 2011, mediateca din Milly-sur-Thérain a fost, la rândul său, integrată în rețeaua mediatecilor din Beauvaisis.
Pe lângă serviciile obișnuite ale unei mediateci moderne (împrumut și consultare de cărți, CD-uri, DVD-uri, acces la Internet, activități culturale), acestea dețin un fond de cărți vechi, unele extrem de valoroase, cum ar fi Epitre d'Othéa de Christine de Pisan și Livre d'heures din secolul al XV-lea. De asemenea, se remarcă colecția Bucquet-aux-Cousteaux, o compilație de documente administrative și notariale despre Beauvaisis, realizată în secolul al XVIII-lea de cărturari, digitalizată integral în 2004 de Biblioteca Națională a Franței (BNF) și disponibilă online.
- Centre des Arts du Cirque et de la Rue „La Batoude”: Spațiu dedicat artei circului și spectacolelor de stradă.
- Muzeul Departamental al Oise: Găzduit în fostul palat episcopal.
- Le Quadrilatère: Fosta Galerie Națională de Tapiserie, transformată în spațiu cultural contemporan.
- Muzeul Dirijabilului R101: Dedicat dirijabilului britanic R101, care s-a prăbușit în apropiere de Beauvais.
- Teatrul Beauvaisis: Recunoscut ca Scenă Națională în decembrie 2019[92].
- Cinespace: Complex cinematografic modern.
- Cinema Agnès Varda (ASCA): Spațiu dedicat filmelor de autor și proiecțiilor culturale.
- Elispace: O sală cu 4 400 de locuri, situată la ieșirea din oraș, în apropierea aeroportului.
- Ouvre-Boîte (ASCA): Sala are 600 de locuri, este clasificată SMAC (Scenă de Muzică Actuală) și este situată în cartierul Argentine, la baza celui mai înalt turn din Beauvais (castelul de apă).

### Personalități

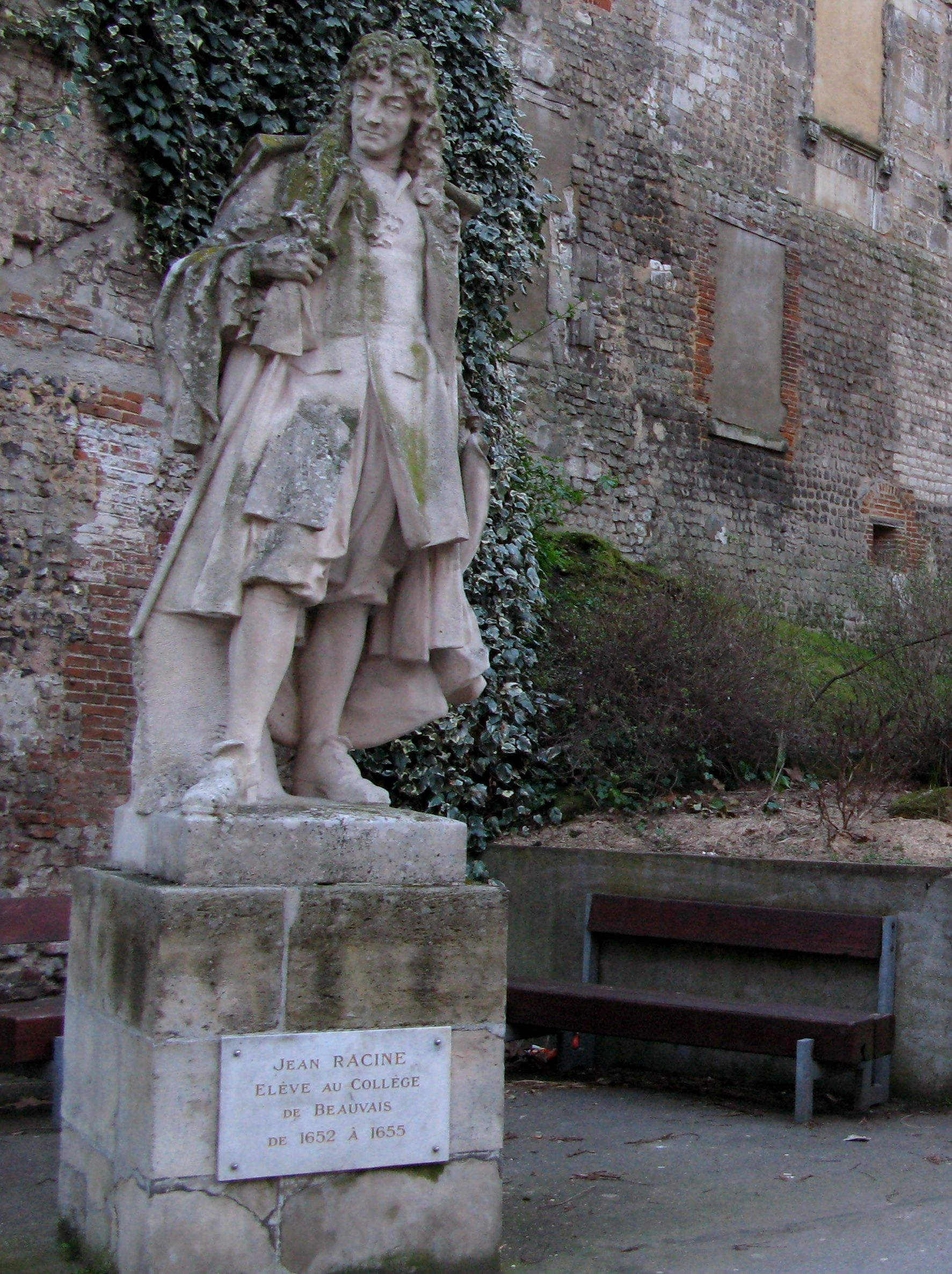
Statuia lui Jean Racine, situată la baza zidurilor vechi de apărare.

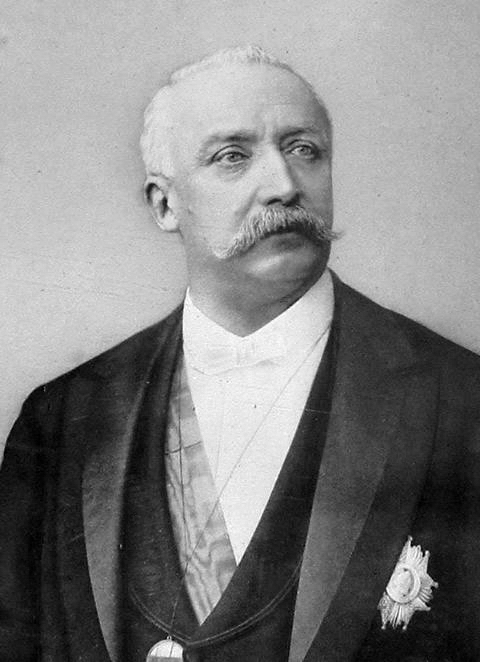
Félix Faure a fost al 7-lea președinte al Republicii Franceze.

- Vincent de Beauvais (aprox. 1190–aprox. 1267), călugăr dominican francez, este autorul lucrării Speculum naturale, o enciclopedie care oferă un amplu panorama al cunoștințelor din Evul Mediu.
- Philippe de Beaumanoir (1250–1296), autor al lucrării Coutumes de Beauvaisis, a fost fiul lui Philippe de Remi (fără accent) sau Philippe de Rémi, senior de Beaumanoir, care a fost și poet. O stradă din Beauvais îi poartă numele.
- Pierre Cauchon (1371–1442), episcop de Beauvais, cunoscut ca fiind acuzatorul Ioanei d'Arc.
- Jeanne Lainé, cunoscută sub numele de Jeanne Hachette (1454–?), eroină din Beauvais.
- Antoine Caron (1521–1599), maestru de vitralii, ilustrator și pictor francez manierist al Școlii de la Fontainebleau, s-a născut la Beauvais.
- Eustache Du Caurroy (1549–1609), compozitor francez, a fost botezat la Beauvais pe 4 februarie 1549. Conservatorul de muzică din Beauvais poartă numele acestui compozitor din 2008.
- Guy Patin (1601–1672), medic și epistolar francez, a studiat la Beauvais.
- Jean Racine (1639–1699), dramaturg francez, a studiat la Beauvais.
- Jean-Baptiste Dubos, cunoscut sub numele de abatele Dubos (1670–1742), cleric, diplomat și istoric, s-a născut la Beauvais.
- Nicolas Lenglet Du Fresnoy (1674–1755), savant francez, istoric, geograf, filosof, enciclopedist și bibliograf al alchimiei, s-a născut la Beauvais.
- Jean-Baptiste Oudry (1686–1755), pictor și gravor francez, este renumit pentru picturile sale de câini de vânătoare, naturi statice cu animale și animale exotice. A fost însărcinat de Louis Fagon să restaureze manufactura din Beauvais, care se afla atunci în decădere. Oudry a murit la Beauvais.
- Claude Henri Belgrand de Vaubois (1748–1839), general al armatelor Republicii, a murit la Beauvais.
- Jacques Cambry (1749–1807), primul prefect al departamentului Oise, numit de Napoleon I. O sală din clădirea prefecturii și din MUDO - Muzeul Oise, precum și o stradă, îi aduc un omagiu pentru activitatea sa ca prefect al Oise și pentru lucrarea sa Description du département de l'Oise, publicată în două volume.
- François Watrin (1772–1802), general al Imperiului, s-a născut la Beauvais.
- Félix Faure (1841–1899), președinte al Republicii Franceze, a studiat la colegiul din Beauvais, situat pe strada Jean-Racine. Astăzi, un liceu din Beauvais îi poartă numele.
- Henri-Léon Gréber (1854–1941), sculptor, medalist și ceramist, s-a născut la Beauvais.
- Auguste Delaherche, născut la Beauvais în 1857, a fost un ceramist francez, pionier și unul dintre cei mai renumiți reprezentanți ai stilului Art Nouveau.
- Jean-Georges Huyot, cunoscut sub numele de George Auriol (1863–1938), a fost poet, chansonnier, pictor, grafician și creator de caractere tipografice, ale căror modele au inspirat pe Hector Guimard pentru lettering-ul stațiilor de metrou pariziene. S-a născut la Beauvais.
- Henri Lebesgue (1875–1941), unul dintre marii matematicieni francezi ai primei jumătăți a secolului al XX-lea, s-a născut la Beauvais.
- Hubert de Givenchy (1927–2018), designer de modă și antreprenor, s-a născut la Beauvais.
- Guy Grosso (născut Guy Marcel Sarrazin) (1933–2001), actor și artist de comedie, s-a născut la Beauvais.
- Jean-Claude Decaux (1937–2016), inventatorul adăposturilor pentru autobuze (abribus) și al toaletelor publice cu plată (vespasiennes à pièces), s-a născut la Beauvais.
- Dominique Ansel (născut în 1978), chef-patiser renumit, s-a născut la Beauvais.
- Arnaud Coyot (1980–2013) a fost un ciclist francez născut la Beauvais.
- Arnaud Démare (1991-) este un ciclist profesionist francez, specializat în sprinturi. A câștigat de trei ori titlul de campion național la ciclism pe șosea, în 2014, 2017 și 2020.
- Clément Lenglet (1995-), fotbalist, s-a născut la Beauvais.

## Înfrățiri
- Regatul Unit al Marii Britanii și al Irlandei de Nord – Maidstone din 1961
- Germania – Witten din 1975
- Portugalia – Setúbal din 1982
- România – Dej din 1995
- Polonia – Tczew din 2003